# Salicylate d'octyle
Le salicylate d'octyle ou salicylate de 2-éthylhexyle est un ester organique issu de la condensation de l'acide salicylique et du 2-éthylhexanol. C'est un liquide huileux incolore avec un légère odeur florale. Il est utilisé comme composé dans les crèmes solaires et divers cosmétiques pour absorber les rayons UVB (ultraviolet) du soleil.
La partie salicylate de la molécule absorbe la lumière ultraviolette, protégeant ainsi la peau des effets néfastes d'une exposition au soleil. La partie éthylhexanol est un alcool gras, avec des propriétés d'émollient et d'hydrophobe (résistant à l'eau).